# Madison Square Garden
Madison Square Garden (MSG) ili kolokvijalno zvana The Garden je ime za četiri arene u New York Cityu, SAD.
Prve dvije nalaze se na sjeveroistočnom uglu Madison Squarea (Avenija Madison i 26. ulica), po kome je arena i dobila ime.
Treća je izgrađena 1925. kod 50. ulice i 8. avenije, a četvrta na 7. aveniji između 31. i 33. ulice. Sadašnja arena je poznata i po sloganu "The World's Most Famous Arena" (Najslavnija svjetska arena).
Pruža domaćinstvo košarkaškom timu New York Knicks, hokejaškom timu New York Rangers, te timovima New York Liberty iz WNBA lige, New York Titans iz NLL lige, te New York CityHawks iz AFL lige.
MSG je ugostio 1994. NHL All-Star utakmicu, 1998. NBA All-star utakmicu, te 2 WNBA All-Star utakmice (2003. i 2006.

### Kapacitet
| Godine        | Kapacitet |
| ------------- | --------- |
| 1968. – 1972. | 17,250    |
| 1972. – 1990. | 17,500    |
| 1990. – 1991. | 16,792    |
| 1991. – 2012. | 18,200    |
| 2012. – 2013. | 17,200    |
| 2013.–danas   | 18,006    |

|}

## Vanjske poveznice
- TheGarden.com